# اینچه شهباز
اینچه شهباز، روستایی است از توابع بخش باجگیران شهرستان قوچان در استان خراسان رضوی ایران.

## جمعیت
این روستا در دهستان دولتخانه قرار داشته و بر اساس سرشماری سال ۱۳۸۵ جمعیت آن ۱۱۰ نفر (۲۸ خانوار)
بوده‌است.